# Arteria glutaea inferior

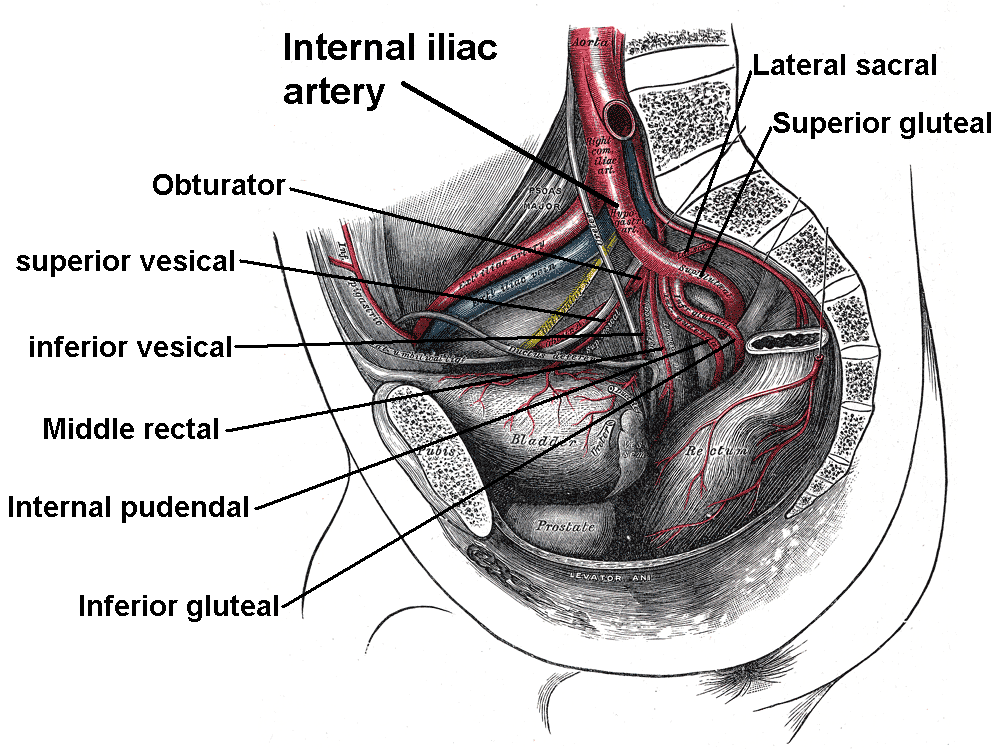
Äste der Arteria iliaca interna

Die Arteria glutaea inferior („untere Gesäßarterie“) – in der Tieranatomie als Arteria glutea caudalis bezeichnet – ist eine Schlagader der unteren Extremität im Bereich der Regio glutaea. Sie entspringt der Arteria iliaca interna.
Die Arteria glutaea inferior zieht beim Menschen zusammen mit der gleichnamigen Vene, dem Nervus gluteus inferior, dem Nervus ischiadicus dem Nervus cutaneus femoris posterior, dem Nervus pudendus  sowie der Vena und Arteria pudenda interna durch das Foramen infrapiriforme, also dem Teil des Foramen ischiadicum majus unterhalb des Musculus piriformis. Sie versorgt vor allem den Musculus gluteus maximus. Sie bildet Anastomosen mit der Arteria glutaea superior sowie dem Ramus transversus der Arteria circumflexa femoris lateralis.
In der vergleichenden Anatomie markiert der Abgang der Arteria glutea caudalis aus der Arteria iliaca interna den Beginn der Arteria pudenda interna.